# Trumeau

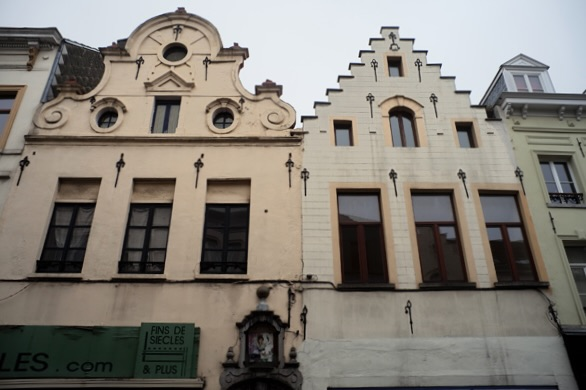
Maisons de la rue Haute à Bruxelles, avec des ancres en fleur de lys sur les trumeaux des étages.

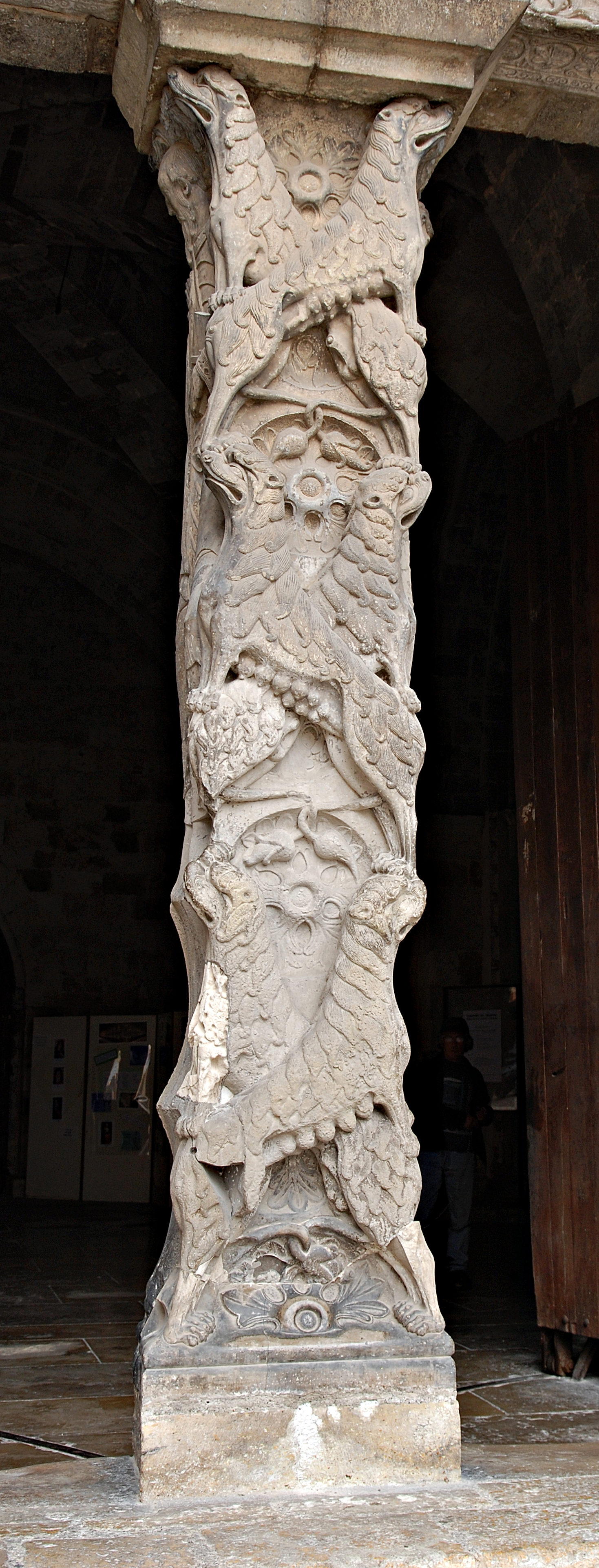
Le trumeau monolithe de l'abbaye Saint-Pierre de Moissac, sculpté de trois couples de lions et de lionnes dressés en forme d'X.

Un trumeau (du vieux bas francique *thrum, « bout, extrémité ») est :
- la partie d'un mur, d'une cloison comprise entre deux baies, deux portes-fenêtres, pilier qui supporte en son milieu le linteau d'un portail ou d'une fenêtre (voir meneau) ;
- par extension, le panneau de menuiserie ornant la partie supérieure d’une glace de cheminée ;
- toute partie de menuiserie servant à revêtir l'espace qui se trouve entre deux fenêtres, qu'il y ait ou non un vitrage ; on donne aussi ce nom à tous les parquets de glace ;
- par métonymie, un tableau servant à décorer cette partie du mur, mal éclairée, et péjorativement un tableau qui ne mérite pas d'être bien éclairé.

Par allusion au caractère vieillot attribué aux trumeaux au XVIIIe siècle, il prend une valeur péjorative chez les romantiques, notamment dans le syntagme « vieux trumeau », d'où le sens de vieille personne, vieille femme fardée, prostituée et en argot, une femme au physique ingrat.

## Architecture des églises
Dans l'architecture des églises, le trumeau est un pilier, colonne ou un meneau divisant un portail en deux et supportant le linteau sur lequel s'appuie le tympan. Sa fonction consiste à soulager le linteau (fonction parfois appuyée par un arc de décharge) et donner à l'accès plus de largeur dans les églises importantes. Monolithe ou appareillé, il devient sculpté ou historié dans l'architecture romane dont l'invention architecturale a consisté à animer la structure de la porte, au moment même où les artistes romans ont imaginé les piliers composés et les arcades à double rouleau, dans le deuxième quart du XIe siècle.

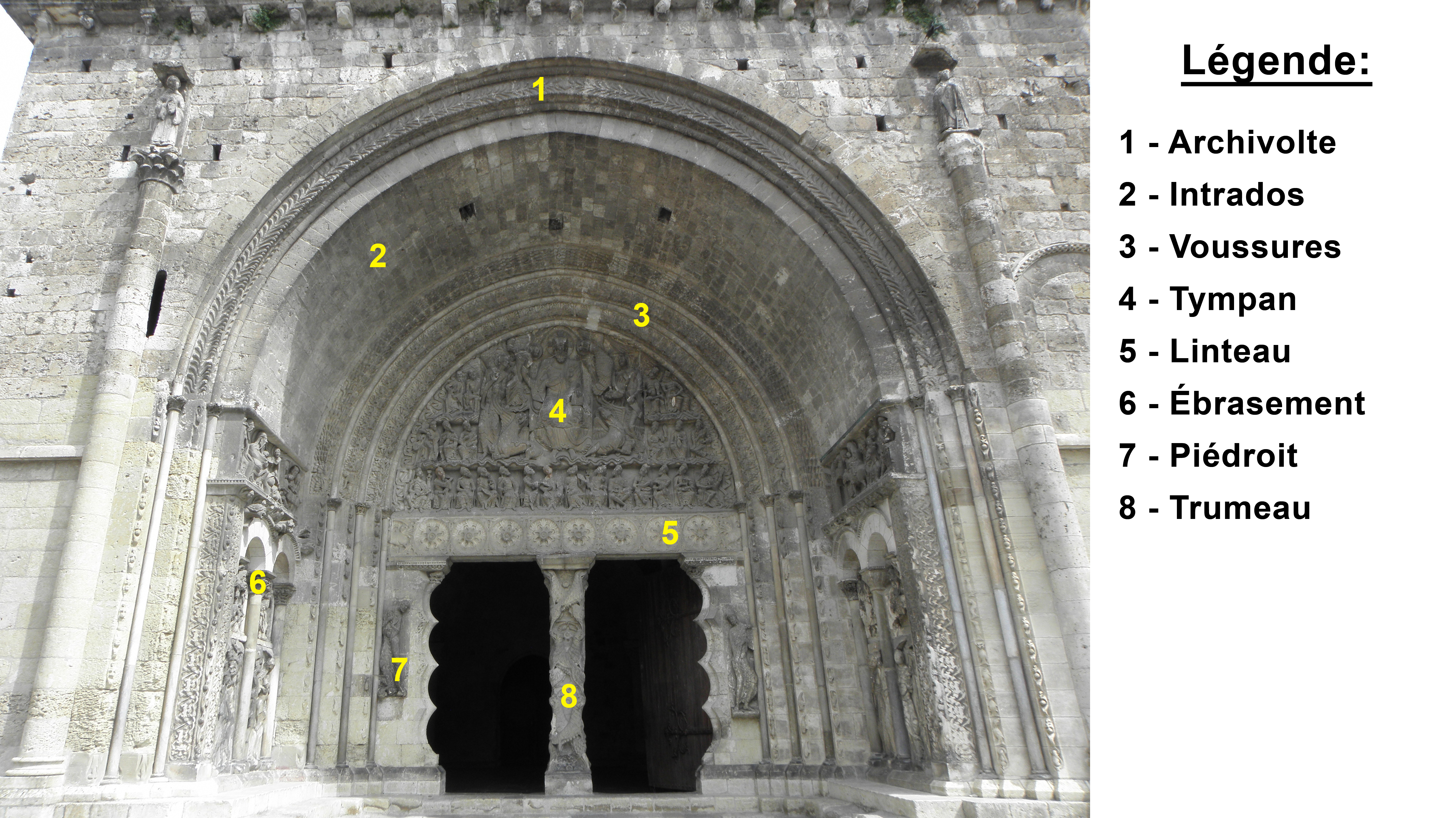
Portail roman.
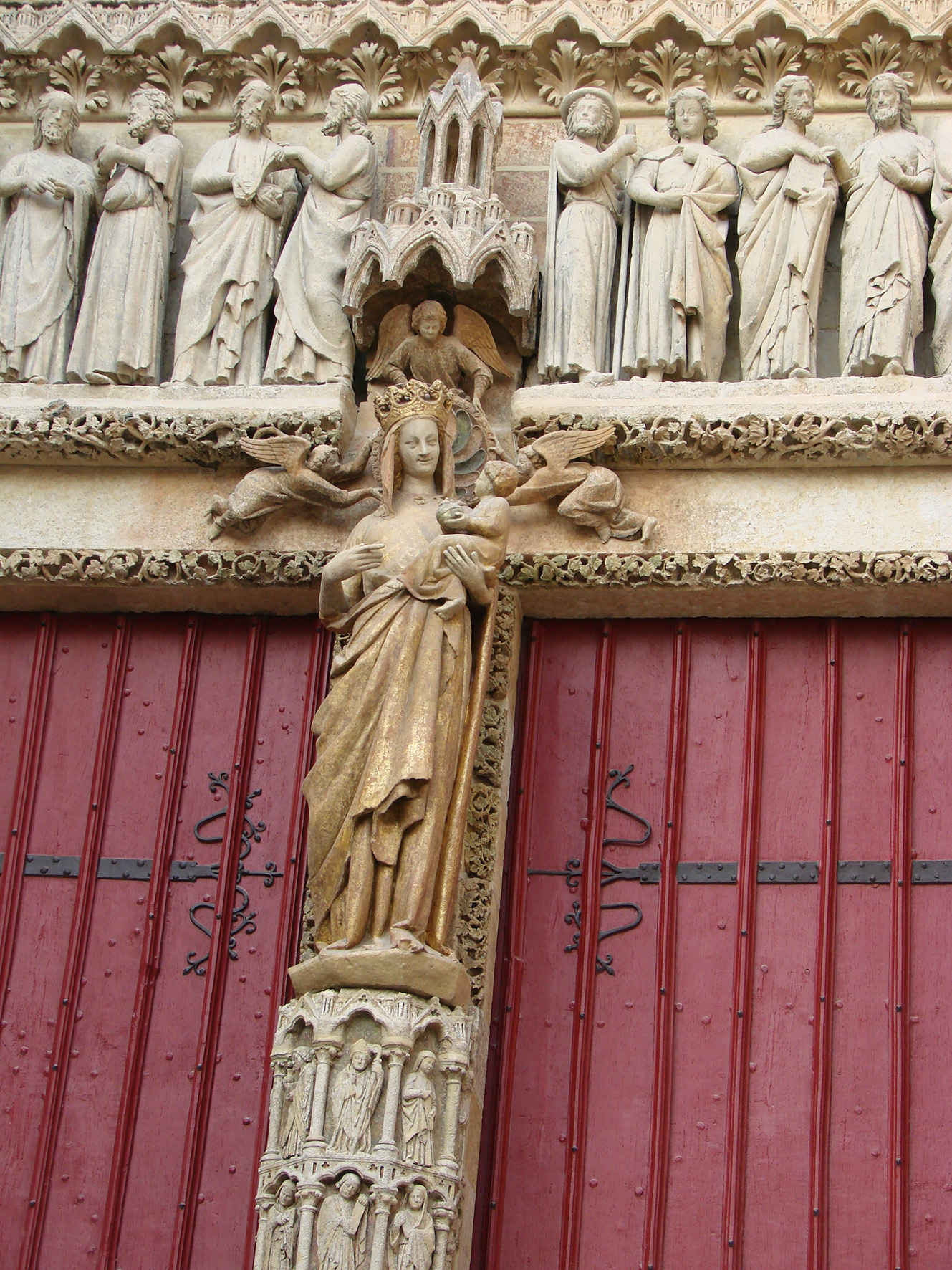
La Vierge à l'Enfant du trumeau du portail Saint-Honoré de la cathédrale d'Amiens.

Dans l'Antiquité grecque ou romaine, les portes ne sont pas divisées par un trumeau. Cette disposition appartient au Moyen Âge et date de la fin du XIe siècle. Elle permettait d'établir facilement, par une seule issue, deux courants pour la foule, sans qu'il y eût confusion, l'un entrant, l'autre sortant. Les baldaquins de bois, transportables, recouverts d'étoffes, qu'on appelle « dais » et qui atteignent les dimensions d'une petite chambre, ne pouvant passer par l'une des deux baies des portes principales des églises, on supprima parfois les trumeaux centraux. Des objets d'art d'une grande valeur furent ainsi détruits.